# Профилирование (информатика)
Профилирование — сбор характеристик работы программы, таких как время выполнения отдельных фрагментов (обычно подпрограмм), число верно предсказанных условных переходов, число кэш-промахов и т. д. Инструмент, используемый для анализа работы, называют профилировщиком или профайлером (англ. profiler). Обычно выполняется совместно с оптимизацией программы.
Характеристики могут быть аппаратными (время) или вызванные программным обеспечением (функциональный запрос). Инструментальные средства анализа программы чрезвычайно важны для того, чтобы понять поведение программы. Проектировщики ПО нуждаются в таких инструментальных средствах, чтобы оценить, как хорошо выполнена работа. Программисты нуждаются в инструментальных средствах, чтобы проанализировать их программы и идентифицировать критические участки программы.
Это часто используется, чтобы определить, как долго выполняются определенные части программы, как часто они выполняются, или генерировать граф вызовов (Call Graph). Обычно эта информация используется, чтобы идентифицировать те участки программы, которые работают больше всего. Эти трудоёмкие участки могут быть оптимизированы, чтобы выполняться быстрее.
Также выделяют анализ покрытия (Code Coverage) — процесс выявления неиспользуемых участков кода при помощи, например, многократного запуска программы.

## Пример программ, профилирующих производительность
Список: List of performance analysis tools ( (англ.))
Многоплатформенные универсальные решения:
- gprof[англ.] (Linux/Unix/*BSD) — несколько реализаций традиционного профилировщика, требующие инструментирования программы компилятором.
- VTune (Windows/Linux) — коммерческий продукт компании Intel
- Intel® Single Event API (Windows/Linux/Android/MAC OS/...) — некоммерческий продукт компании Intel с открытым исходным кодом
- CodeAnalyst (Windows/Linux) — бесплатная программа от компании AMD

Решения для отдельных операционных систем
- AQtime (Windows)
- Instruments[англ.] (ранее Shark; Mac OS X)
- Perf (Linux)[англ.] — реализованная в ядре Linux система профилирования процессов и ядра
- oprofile (Linux) — более ранний системный профилировщик Linux
- Valgrind (Linux) — средство динамического двоичного анализа программ, содержит 2 плагина для профилирования производительности — Cachegrind и Callgrind.

Для отдельных языков программирования (подобные инструменты могут быть встроены в среду разработки):
- Xdebug — средство профилирования PHP скриптов.
- XHProf — профилировщик для языка PHP.

Пример программ, профилирующих потребление памяти:
- dotMemory (.NET)
- Valgrind (Linux) — несколько плагинов для профилирования памяти.